# Bezzia conspersa
Bezzia conspersa är en tvåvingeart som beskrevs av Oskar Augustus Johannsen 1931. Bezzia conspersa ingår i släktet Bezzia och familjen svidknott. Inga underarter finns listade i Catalogue of Life.